# 喬爾·布林克里
喬爾·布林克里（Joel Brinkley）1952年7月22日，生於美國華盛頓哥倫比亞特區。美國媒體記者、編輯、通訊及評論員。
1975年自北卡羅萊那大學教堂山分校英文系及新聞系畢業。每週針對國際事務發表專欄，在美國及全球50多個媒體及網站刊登。
2012年1月10日針對2012年中華民國總統選舉，在舊金山紀事報專欄發表《宋楚瑜可能是台灣的納德（Ralph Nader）》，評論台灣總統選情，評論內容為台灣多家媒體轉述。

## 職業生涯
- 1975年美聯社記者。[3]
- 里奇蒙新聞領導報（英语：The Richmond News Leader）記者。
- 1978年信差新聞報（英语：Courier Journal）記者及編輯。於1980年因報導柬埔寨難民狀況而獲得普立茲國際報導獎。
- 1983年成為紐約時報特約通訊員。
- 1987年成為紐約時報白宮通訊員。。
- 1991-1995年紐約時報華府地區特稿編輯。
- 1998-2001年成為紐約時報華府政論編輯。
- 2001-2006年新聞調查基金會主任。
- 2006年至今為史丹佛大學新聞系Hearst駐校訪問教授。[4]

## 榮譽
- 1980年普立茲國際報導獎。
- 1994 喬治·波爾卡新聞獎（英语：George Polk Awards）國內報導獎得主。

## 著作
- The Iran-Contra Affair (with Steve Engelberg) published by Times Books in 1988
- The Circus Master's Mission, a novel, published by Random House in 1989
- Israel: The Historical Atlas, published by Wiley in 1997.
- Defining Vision: The Battle for the Future of Television, published by Harcourt Brace in 1998
- U.S. vs. Microsoft: The Inside Story of the Landmark Case (with Steve Lohr) published by McGraw Hill in 2001
- George W. Bush in The American Presidency (chapter), published by Houghton Mifflin in 2004
- Cambodia’s Curse: The Modern History of a Troubled Land, published by Public Affairs Books in 2011

## 外部連結
- 美國的納德？美學者：宋楚瑜成台灣大選關鍵 今日新聞網 2012年1月11日（页面存档备份，存于）
- 美學者：宋楚瑜成大選關鍵 中央社 2012-01-11
- 正當需要中國之時，美國臭招盡出 舊金山紀事報2010年2月21日（页面存档备份，存于）
- 中共是北韓的首號撐腰者 舊金山紀事報 2010/06/15[永久]